# Abbaye de Lure
Ne doit pas être confondu avec Abbaye Notre-Dame de Lure.
L'abbaye de Lure est un monastère dont le centre est situé à Lure (Haute-Saône). Fondée au début du VIIe siècle par saint Desle et relevée par saint Baudran (ou Baltran) au Xe siècle, l'abbaye jouit jusqu'en 1678 d'une très large autonomie, l'abbé portant le titre de prince d'Empire. Au XIIe siècle elle se rapprocha de l'abbaye de Murbach avec laquelle elle s'unit en 1556.  Elle est réunie en 1678 au comté de Bourgogne. Il n'en subsiste plus que l'actuel bâtiment de la sous-préfecture et quelques maisons canoniales environnantes.

## Le site
La construction est dès son origine accolée à l'étang de la Font, une résurgence de l'Ognon. À l'époque, la région était marécageuse.

## Historique

### Fondation par Saint Desle à l'époque mérovingienne (VIIesiècle - VIIIesiècle)
En 611, saint Desle (ou Deicole ou Diel), disciple de saint Colomban, fonda à Lure (Lura ou Luthra dérivé de lutum = marais) un monastère. Il est probable que quelques habitations occupaient déjà l'endroit car il se trouvait sur la route de Mandeure à Luxeuil et des fouilles ont permis d'exhumer un grand nombre d'antiquités romaines. Desle était arrivé vers l'an 570 d'Irlande dans la suite de saint Colomban, accompagné de plusieurs compagnons dont Colomban le Jeune qui deviendra son successeur à la tête de l'abbaye. 
C'est après le départ de saint Colomban de Luxeuil en 610 sur l'ordre de Brunehilde, reine des Francs, que le roi de Bourgogne Clotaire II donna des terres à saint Desle pour mener à bien son projet. La légende veut que lors d'une partie de chasse dans les forêts des Vosges, à peu de distance de Lure où Clotaire II possédait le fisc royal de Saint Quentin, ce roi rencontra saint Desle en pourchassant un sanglier qui s'était réfugié dans la cellule du moine ; frappé par son austérité et apprenant qu'il était disciple de saint Colomban, le monarque lui dit : « je te donne et je te livre tout ce que je possède près de ces lieux en forêts, pêches royales, prés et pâturages, la villa Bredanas avec son église et les vignes situées à Saint-Antoine pour qu'ils demeurent perpétuellement unis à ton monastère ».
Le lieu où se dressera l'abbaye appartenait à Weishar (ou Werfaire qui habitait Villa-Colonis maintenant Châlonvillars), seigneur de la cour du roi de Bourgogne et c'est sa femme, Berthilde, qui donna quelques terres pour subvenir aux besoins des premiers moines et permettre à saint Desle de fonder deux oratoires en l'honneur de saint Pierre et de saint Paul. Dès son origine la réputation de l'abbaye dans la région inspira les nobles des alentours et s'enrichit grâce aux dons du duc Attic qui possédait son avouerie et la transmit à la branche des comtes de Dabo et  d'Eguisheim (en la personne de Eberhard d'Eguisheim son petit-fils en 727), plus tard elle fut transmise aux comte de Ferrette. 
À la fin de sa vie saint Desle se retira dans une cellule écartée, où il avait fait bâtir une petite chapelle en l'honneur de la Sainte-Trinité, et mourut dans les bras de son successeur le 18 janvier 625.

### Réforme à l'époque carolingienne et redressement avec saint Baudran (VIIIesiècle - Xesiècle)
L'abbaye fut largement comblée de faveurs de la part de Pépin le Bref, Charlemagne et Louis le Débonnaire et bénéficia de revenus considérables ainsi que de la souveraineté d'une dizaine de villages. Le fief s'étendait sur la terre de Passavant-la-Rochère et de son château construit sur une éminence entre Plancher-Bas et Champagney; en plus de ces deux communes la seigneurie comptait les terres d'Eboulet, Frahier, Errevet, Châlonvillars et Mandrevillars.
En 817, lors du concile d'Aix-la-Chapelle, la règle de Saint-Benoit fut imposée en lieu et place de celle de Saint-Colomban qui avait eu cours à Lure et qui était plus sévère. À ce concile il fut décidé aussi de diviser les monastères en trois classes, ceux qui devaient fournir des hommes et des subsides, ceux qui devaient fournir des subsides seulement et ceux qui comme l'abbaye de Lure ne devaient que des prières.
Dans la deuxième moitié du IXe siècle, sous le règne de Lothaire II de Lotharingie, celui-ci fit don du monastère à sa maîtresse Waldrade qui en chassa les religieux. Après la mort de Lothaire II en 869 cette dernière se retira à Remiremont où elle prit le voile afin d'échapper à la colère du pape Adrien III et de la reine Teutberge. Elle donna l'avouerie de Lure à son parent Eberhard III qui jouit quelque temps de l'abbaye avec son fils  Hugues et son petit-fils Gontran, sans aucun égard pour les religieux qu'ils maltraitaient. Des trois seigneurs Hugues était décrit comme le tyran et le persécuteur des moines par les chroniqueurs de l'époque. Frappé d'une grave maladie et craignant pour sa vie, Hugues promit de rétablir l'abbaye dans tous ses droits et ses privilèges s'il guérissait. Son vœu fut exaucé et, touchés par Dieu, tous trois vinrent faire pénitence à l'abbaye où Hugues prit l'habit (ou tout au moins fit une retraite) et procéda à la réintégration des religieux;  il mourut au monastère en 940.
Après l'invasion des Hongrois qui avait incendié et saccagé l'abbaye de Lure entre 926 et 937, le monastère ne put retrouver sa splendeur que dans le milieu du Xe siècle avec l'abbé Baudran (ou Beltramme). Ce dernier venait de Laversberg (ou Alavesberg), entre Metz et Strasbourg, et entreprit en 967 de faire de l'abbaye de Lure un très grand monastère avec l'autorisation d'Otton-le-Grand (Locum Lutheraa vocatum, quem accepimus à filiis Hugonis, Heberhado et Hugone, monachis aptissimum, eis concessimus, Baltranno videlicet et ejus subditis…). Ce monarque connaissait Baudran qu'il visitait régulièrement dans son monastère de Laversberg, l'abbé songeait à le quitter car deux évêques voisins (ceux de Strasbourg et de Metz) s'en disputaient la juridiction et de ce fait il cherchait à s'établir ailleurs. Otton-le-Grand qui tenait ses droits sur Lure des comtes Eberhard IV d'Alsace et Hugues Ier depuis 959  (Lutheram, quam accepimus à Filiis Hugonis, Eberardo et Hugone, Monachis aptissiman charte de donation de Otton-le-Grand), ajouta à ce don les églises de Roye, de Dambenois, de Tavey et ce qu'il avait à Volvesheim et Rotesheim en contrepartie que l'abbé Baudran rétablisse l'église et le monastère de Lure, mais en spécifiant qu'il restait sous la souveraineté des Rois de Bourgogne (eo modo, ut Congregatio deinceps maneat, sub mandiburgio Regum Francorum  charte de donation de Otton-le-Grand). Dans cette charte il est question de Regum Francorum car c'est ainsi que les Allemands nommaient les rois de Bourgogne et de Neustrie, ainsi Otton-le-Grand reconnaissait qu'il disposait de ce monastère en vertu du droit qu'il tirait du roi de Bourgogne qui était à cette époque Conrad III de Bourgogne, son beau-frère.

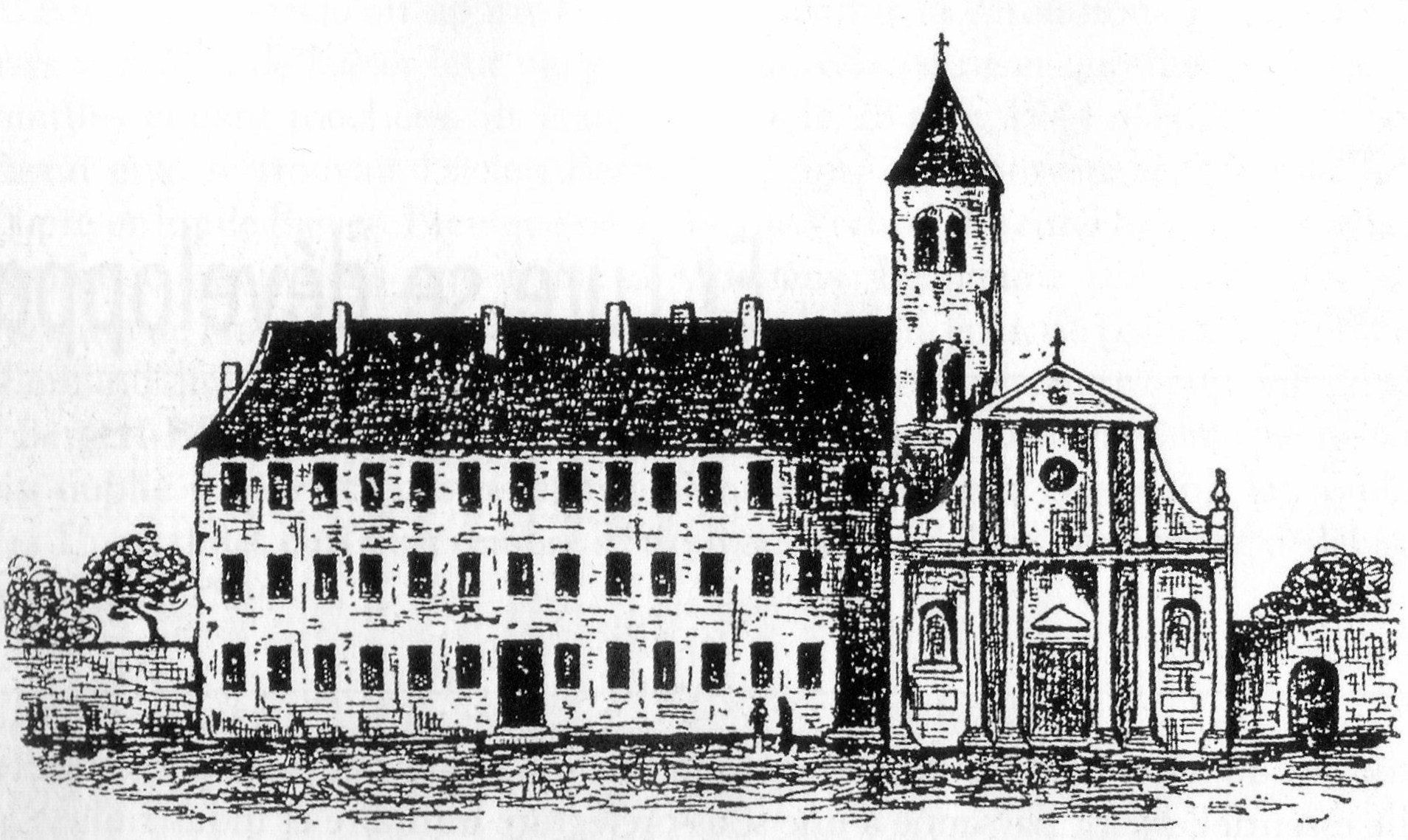
Ancien dessin avant la destruction de l'église.

Dès 959, Otton le Grand donna au monastère la charte par laquelle Lure devenait un fief de l'empire et se voyait accorder divers droits dont celui de se choisir un abbé et de relever directement du Saint-Siège, ce qui permettait à l'abbaye d'échapper à la juridiction épiscopale. Ces privilèges furent confirmés (eo quod proesatum Monastriem, ab Eberardo injusté sibi usurpatum, justé et legaliter consecuti sumus) en 1016 par Henri II à l'abbé Milon qui s'était rendu auprès de lui à Kembs. Henri II ajouta le droit ceux d'établir des lois, de créer des officiers, de faire la paix ou la guerre, de battre monnaie, d'accorder des grâces et de se qualifier par la grâce de Dieu.

### Les abbés et le Saint-Empire (XIesiècle - XVIIesiècle)
Rodolphe III de Bourgogne, (dernier roi de Bourgogne), avait transmis ses biens en 1032 à Conrad II (empereur romain germanique  qui avait épousé sa nièce) et à Henri III (fils de Conrad), ceux-ci avaient accordé les droits de grande et moyenne régale (droits publics exercés à l'origine par le roi, tels que ceux de battre monnaie, imposer des aides et des subsides, de faire des montres d'armes, du droit de commandement et de défense, de sauf-conduit, de grâce et de pardon, de légitimation d'un bâtard, de droit de garde du trésor, des mines et des pierreries) à plusieurs prélats du royaume de Bourgogne afin de se donner légitimement la souveraineté sur ce royaume, c'est ainsi que les abbés de Lure prenaient le rang de princes de l'Empire et à ce titre avaient le droit de siéger aux diètes de l'Allemagne avec voie délibérative.
Le 14 novembre 1157, Frédéric Barberousse, par un diplôme donné à Montbarrey lors de sa venue dans la région de Besançon pour la convocation d'une diète, confirma lui aussi ces droits particuliers à l'abbé Ulric. Son fils Henri VI renouvela ces privilèges de même que Frédéric II après lui ; ce dernier en 1218 stipulait à cette occasion prendre personnellement sous sa protection l'abbaye et donna quelque temps plus tard à l'abbé Thièbaud le titre de chapelain de l'empereur et de prince de l'empire.
Au XIIIe siècle, l'abbaye de Lure est propriétaire de la saunerie de Saulnot accordée par Thierry III, ce qui lui apportait beaucoup de revenus. Mais elle en fut dépossédée après la mort de ce dernier vers 1282.
Le fief et l'avouerie de l'abbaye avaient été confiés par les comtes de Bourgogne à des seigneurs étrangers dont la maison de Ferrette; ce comté devait entrer dans les possessions de la maison d'Autriche lors du mariage de Jeanne (fille d'Ulrich III de Ferrette) avec Albert II d'Autriche vers 1324. Celui-ci refusa de faire l'hommage de l'abbaye au souverain de Franche-Comté, le comte et duc de Bourgogne Eudes IV, et entra en conflit avec ce dernier à ce sujet. Le fait que l'abbé de Lure était prince de l'empire facilita les choses au duc d'Autriche et comte de Ferrette pour échapper au devoir d'hommage qu'il devait normalement rendre à Eudes IV.
Le 7 mars 1544, Charles Quint concéda à Jean Rodolphe Stoer ou de Stoeremberg, coadjuteur choisi par Georges de Masmünster abbé de Lure et de Murbach, l'autorisation d'avoir un atelier qui fut installé à Guebwiller, pour battre la monnaie dans chacun des deux monastères ; cette monnaie devait être en argent, de la valeur d'un écu, d'un demi ou d'un quart d'écu et du même poids que les pièces frappées dans les autres États de l'empire. D'un côté ces pièces devaient porter une aigle éployée avec l'inscription latine Carolus V, Romanorum imperator et de l'autre les armes de l'abbé, écartelées de celles de l'abbaye avec son nom et la désignation de l'année. cette monnaie eut cours jusqu'à la domination française.

#### L'union de Murbach et de Lure
Au XIIe siècle le comte de Montbéliard, Thierry II, avait obtenu l'avouerie du monastère et il se distingua par sa rudesse et ses exigences, aussi l'abbé de Lure après avoir appelé l'excommunication sur Thierry demanda-t-il la protection des autorités ecclésiastiques ; c'est ainsi que le monastère de Murbach, situé dans la haute Alsace et dépendant du diocèse de Bâle, se rapprocha de l'abbaye de Lure. Mais l'union des deux monastères ne fut officialisé que plus tardivement. Ce rapprochement aboutit en effet le 12 mars 1556 à la publication d'un décret par le cardinal Moron (légat a latere en Allemagne) officialisant cette union, une bulle du pape Pie IV le ratifiant en 1560. Depuis cette réunion les abbés portèrent le titre et les armes des deux abbayes et l'abbé eut deux voix dans les diètes de l'empire.

### L'annexion à la Franche-Comté et à la France (XVIIesiècle - XVIIIesiècle)

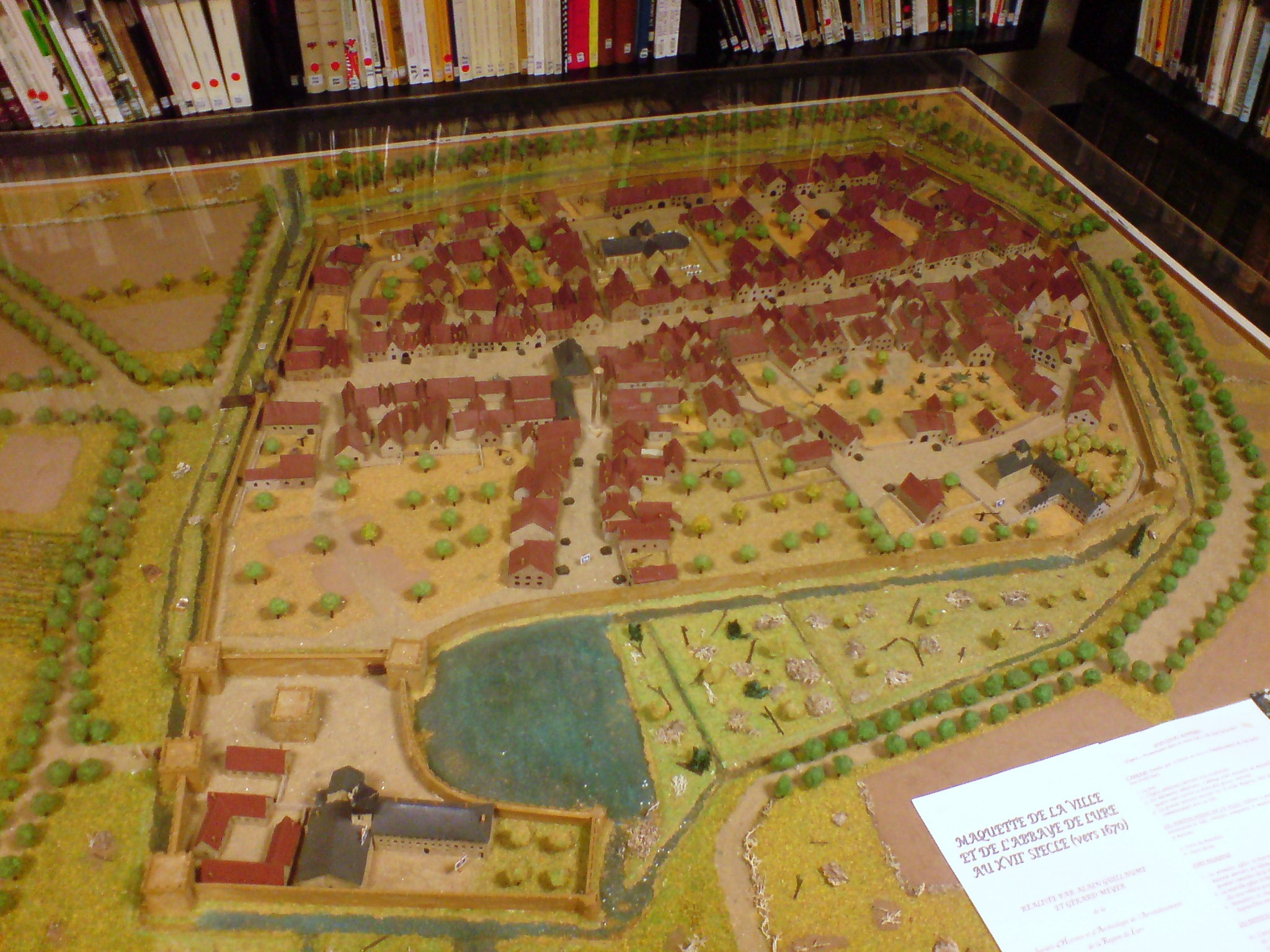
Cette maquette (orientée à l'est) montre Lure telle qu'elle était en 1670. Elle était entourée d'une muraille et d'une double douve. L'abbaye était spécialement protégée, constituant une fortification en elle-même. Ces fortifications ont été démolies sur l'ordre de Louis XIV. Aujourd'hui, il n'en reste plus rien.

Lors de la guerre de Trente Ans, l'abbaye de Murbach mit sous la protection de la France celle de Lure en 1634 qu'elle confiait au maréchal de France Jacques Caumont de la Force. Le 3 juillet 1674, lors de la conquête définitive de la Franche-Comté, l'abbaye est bombardée pendant 6 heures de temps.
Le 11 août 1679 l'abbaye était réunie au comté de Bourgogne par le Marquis de Montauban au nom de Louis XIV. Cette réunion n'affectait que la souveraineté que les abbés exerçaient sur l'abbaye (à laquelle ils furent obligés de renoncer au profit du roi de France), leurs autres droits étant préservés. Ainsi ils gardaient encore d'importantes prérogatives.
En 1749 l'abbaye de Lure était déclarée de la mouvance du comté de Bourgogne par un arrêt du conseil. Par une bulle du 3 août 1764 eut lieu la sécularisation des deux monastères par le pape Clément XIII, ils furent convertis en deux chapitres nobles ; celui de Lure comptait six membres et celui de Murbach huit membres, à leur tête fut placé un abbé-prince, les chanoines devant être nobles de nom et d'armes sur quatre générations. Par le brevet du roi du 18 juillet 1759, la bulle pontificale et les lettres patentes du mois d'avril 1765, l'abbé garda le titre de prince séculier de première dignité des deux chapitres unis, le titre de prince du Saint-Empire, de grand-doyen et de chantre à Murbach, de grand-prévôt et de trésorier à Lure, de chanoine, le port de la croix pectorale et le violet des évêques.
Le 21 avril 1757 le prince-abbé de Lure obtient une concession pour l'exploitation du charbon dans les mines de Champagney. À la Révolution, ces mines furent retirées à l'abbaye et devinrent des « biens de l'État » et furent par la suite exploitées par des institutions étatiques, puis diverses sociétés privées.

## Bâtiments
L'église abbatiale a été détruite et ses pierres ont été réemployées.
Le palais abbatial date des XVIIe et XVIIIe siècles. Plusieurs éléments sont inscrits aux monuments historiques en 1968, 1977 et 1998. Dans les années 1990, un jardin botanique est aménagé derrière ce bâtiment. Les lieux hébergent la sous-préfecture de Lure.

### Sources et bibliographie
- Bulletin, Société pour la conservation des monuments historiques d'Alsace, Berger-Levrault, 1865, p. 78, 79 [lire en ligne]
- Édouard Clerc, Essai sur l'histoire de la Franche-Comté, vol. 1, 1840, p. 142, 147, 169, 173, 227. [lire en ligne]
- L. Plantet, L. Jeannez, P. Monot, Essai sur les monnaies du comté de Bourgogne depuis l'époque gauloise jusqu'à la réunion de la Franche-Comté à la France, sous Louis XIV, 1855, p. 261 à 264 [lire en ligne]
- Jean-Charles Poncellin de la Roche-Tilhac, État des cours de l'Europe et des provinces de France : pour l'année M.DCC.LXXXV., 1785, p. 17 et 18. [lire en ligne]
- François-Ignace Dunod de Charnage, Histoire de l'église, ville et diocèse de Besançon, vol. 2, 1750, p. 121, 130, 131, 132, 133, 134. [lire en ligne]
- Augustin Calmet, Histoire de Lorraine depuis l'entrée de Jules César dans les Gaules jusqu'à la cession de la Lorraine, arrivée en 1737, 1745, p. 828 [lire en ligne]
- Nicolas Viton de Saint-Allais, Histoire généalogique des maisons souveraines de l'Europe : depuis leur origine jusqu'à présent, vol. 1, 1811, p. 58 à 66. [lire en ligne]
- L'Alsace illustrée: ou recherches sur l'Alsace pendant la domination des Celtes, des Romains, des Francs, des Allemands et des Français, Johann Daniel Schoepflin, Ravenez, 1851, p. 237. [lire en ligne]
- Louis-Ferdinand-Alfred Maury, Les forêts de la Gaule et de l'ancienne France, 1867, p. 128 [lire en ligne]
- Édouard Thirria, Manuel à l'usage de l'habitant du département de la Haute-Saône, 1869, p. 769, 807. [lire en ligne]
- Mémoires de la commission d'archéologie, vol. 3 et 4, Commission d'archéologie de la Haute-Saône, Vesoul, Édition L. Suchaux, 1862, p. 274. [lire en ligne]
- Mémoire historique sur l'abbaye de la ville de Lure, Louis Besson, 1846. [lire en ligne]
- Mémoires de la commission d'archéologie, vol. 1 à 2, Commission d'archéologie de la Haute-Saône, Vesoul, 1839, p. 76, [lire en ligne]
- Faustin Poey d'Avant, Monnaies féodales de France, Bureau de la revue numismatique Française, 1862, p. 156. [lire en ligne]
- Jacques-Paul Migne, Troisième et dernière encyclopédie théologique, vol. 16, p. 471. [lire en ligne]
- Jean-Jacques Parietti, Les Houillères de Ronchamp vol. I : La mine, Éditions Comtoises, 2001 (ISBN 2-914425-08-2).